# Cyrtopogon lutatius
Cyrtopogon lutatius är en tvåvingeart som först beskrevs av Walker 1849.  Cyrtopogon lutatius ingår i släktet Cyrtopogon och familjen rovflugor. Inga underarter finns listade i Catalogue of Life.